# エルヌル・フュセイノフ
エルヌル・フュセイノフ（アゼルバイジャン語: Elnur Hüseynov、1987年3月3日 - ）は、アゼルバイジャンのポップ歌手。ユーロビジョン・ソング・コンテスト2008に同国代表として出場した。
トルクメン・ソビエト社会主義共和国のアシガバートで、アゼルバイジャン人の家庭に生まれた。父は軍人、母は音楽理論専門の学者。5歳で音楽学校に入学し、ピアノを習った。1999年に家族ともどもバクーへ移住、そこで医科大学へ通い、歯科学の学位を取得した。2004年にアサフ・ゼイナリー音楽大学を卒業し、ヘアスタイリストコースに入学。間もなくアゼルバイジャン国立アカデミックオペラ・バレエ劇場に勤め始めた。
2003年、フュセイノフはLider TV主催の音楽コンクール『Sing Your Sing』で最優秀賞を獲得。2008年にはサミル・ジャヴァドザデと共にユーロビジョンアゼルバイジャン代表として出場、決勝で8位に入賞した。
このデュエットはユーロビジョン終了後に解散となった。2009年12月、フュセイノフはウクライナに永住し、自らの音楽のキャリアをさらに磨きたいという意向を告白した。